# Быковский сельский округ (Московская область)
Быковский сельский округ — упразднённая административно-территориальная единица, существовавшая на территории Раменского района Московской области в 1994—2006 годах.
Быковский сельсовет был образован в первые годы советской власти. По данным 1919 года он входил в состав Быковской волости Богородского уезда Московской губернии.
В 1926 году Быковский с/с включал 1 населённый пункт — село Быково.
В 1929 году Быковский с/с был отнесён к Раменскому району Московского округа Московской области.
17 июля 1939 года к Быковскому с/с был присоединён Колонецкий сельсовет (селение Колонец).
14 июня 1954 года к Быковскому с/с были присоединены Верейский и Михневский с/с.
3 июня 1959 года Раменский район был упразднён и Быковский с/с вошёл в Люберецкий район.
28 июля 1960 года Быковский с/с был передан в восстановленный Раменский район.
5 сентября 1961 года из Быковского с/с в черту дачного посёлка Малаховка были переданы посёлок МПС и дачи КГБ, а в черту города Жуковский — селение Колонец.
1 февраля 1963 года Раменский район был вновь упразднён и Быковский с/с вошёл в Люберецкий сельский район. 11 января 1965 года Быковский с/с был возвращён в восстановленный Раменский район.
21 мая 1965 года из Быковского с/с в административное подчинение рабочему посёлку Малаховка было передано селение Пехорка.
3 февраля 1994 года Быковский с/с был преобразован в Быковский сельский округ.
26 июля 2001 года в Быковском с/о посёлок Тубсанатория № 5 был включён в черту села Быково, а посёлок 8 марта — в черту деревни Верея.
26 февраля 2002 года в Быковском с/о посёлок фабрики «Спартак» был переименован в посёлок Спартак.
В ходе муниципальной реформы 2004—2005 годов Быковский сельский округ прекратил своё существование как муниципальная единица. При этом все его населённые пункты были переданы в сельское поселение Верейское.
29 ноября 2006 года Быковский сельский округ исключён из учётных данных административно-территориальных и территориальных единиц Московской области.